# Propp’sche Villa
Die Propp’sche Villa (auch: Mühlenvilla) ist eine denkmalgeschützte Villa in der Stadt Bützow im Landkreis Rostock, Mecklenburg. Sie befindet sich in der Bahnhofstraße 3 und wurde im Jahr 1896 als Wohnsitz der großbürgerlichen Mühlenpächterfamilie Propp erbaut.

## Architektur
Das traufständige, rechteckige, eingeschossige Villenbauwerk aus rotem Backstein besticht durch seine klassische Reformarchitektur, die mit einem Satteldach und Dachgauben versehen sind. Das eindrucksvolle, unterkellerte Bauwerk vereinte Einflüsse des Heimatstils, Jugendstils und des Art déco und überzeugte durch seine markante Lukarne-Architektur. 
Die Grundlage des gesamten Gebäudes bildete eine Auslucht mit präzisem Fugenschnitt. Das traufseitige Zwerchhaus, ebenfalls mit einem Satteldach ausgestattet, zeichnete sich durch einen halbhexagonalen, auskragenden Erker aus, der von gekuppelten Fenstern durchbrochen wurde. Den Dachabschluss krönte ein Rundfenster, das die Schauseite harmonisch ergänzte. Die beiden äußeren Portale aus rotem Backstein waren schlicht gehalten und mit gekuppelten Fenstern ausgestattet.
Die Giebelseiten präsentierten sich mit einem kunstvollen Fugenschnitt, der ornamentale Backsteinelemente und gekuppelte Fenster in verschiedenen Größen umfasste. Auch hier bildete ein Oculus den Abschluss, ergänzt durch kunstvoll gestaltete Dachwerkskonstruktionen. Der Zugang erfolgte über die linke Giebelseite, die durch eine ansprechende Veranda geschmückt war. Nach der Jahrhundertwende wurde diese Veranda in einen hölzernen Wintergarten mit Buntglasfenstern im Jugendstil umgestaltet, wobei die ursprünglichen Verandapfeiler integriert wurden.

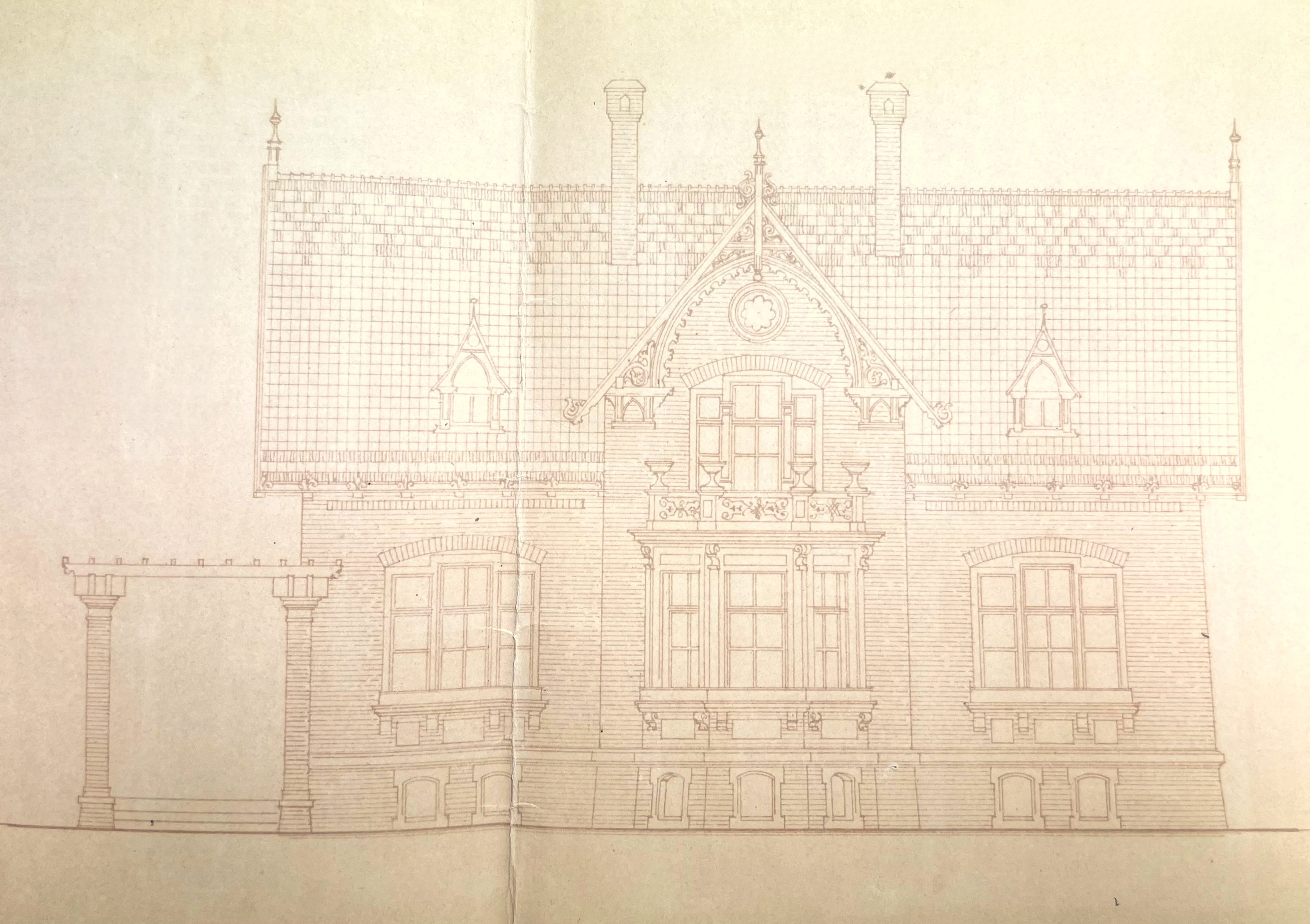
Schauseite
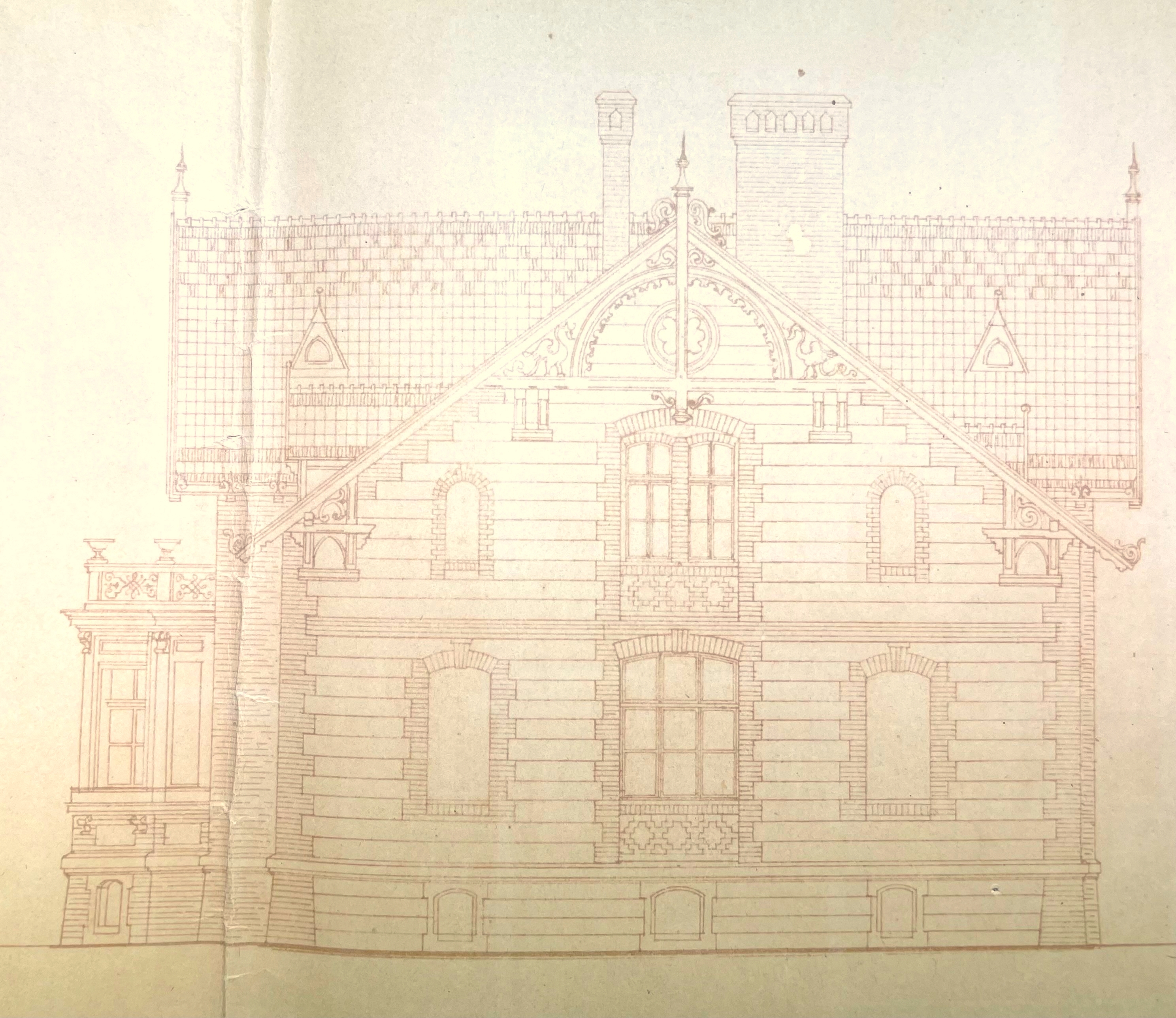
Giebelseite
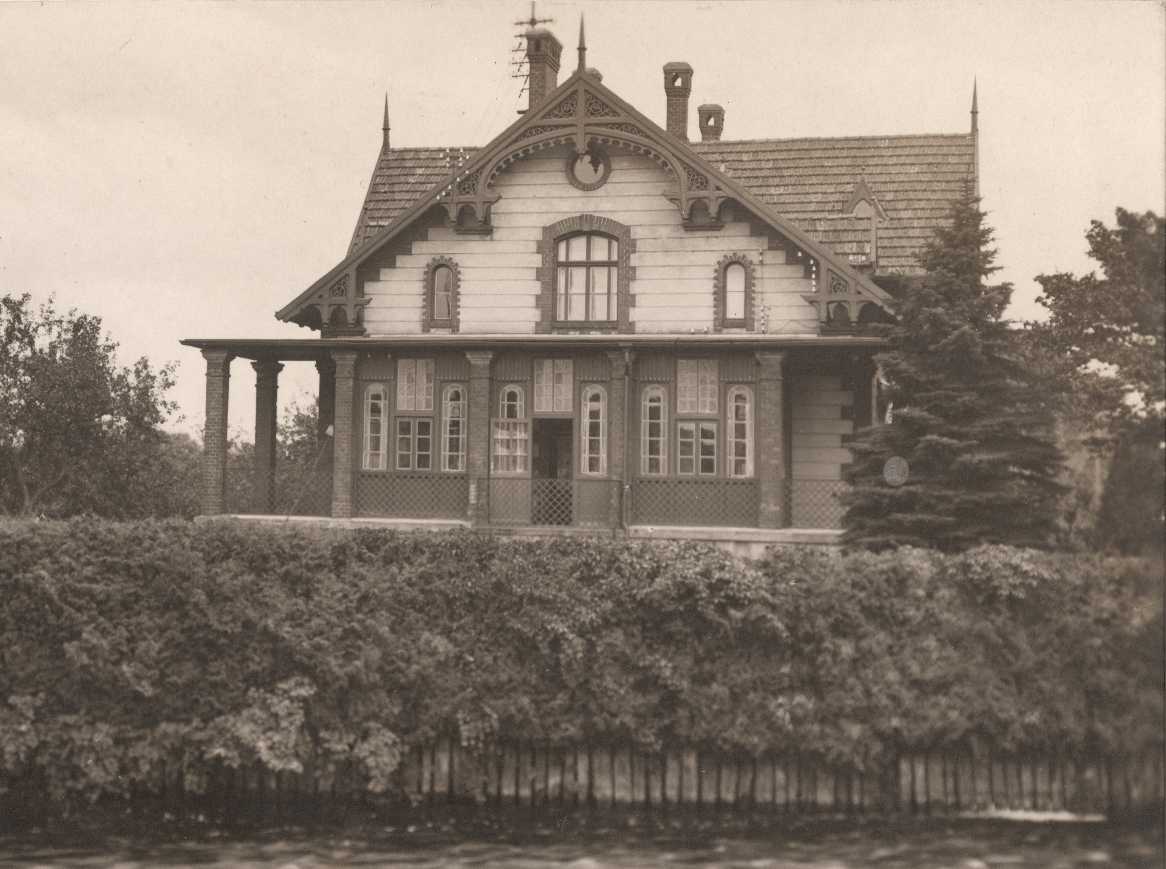
Giebelseite nach dem Umbau zum Wintergarten 1920 (Blick vom Hafen)

## Geschichte

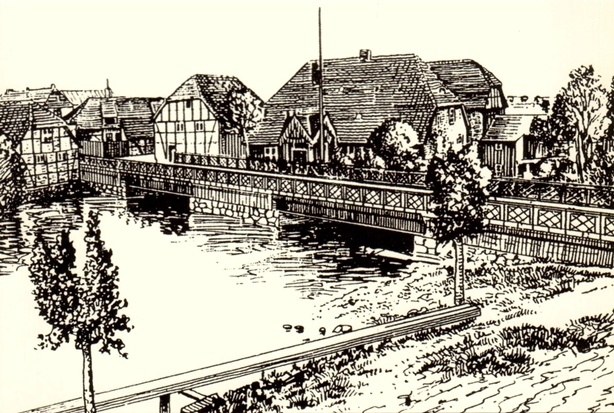
Alter Mühlenkomplex um 1870

Seit dem Mittelalter treibt die Warnow in Bützow Wassermühlen an. Um 1750 übergab die Stadt die unrentable Mühle  an den Landesherrn. Im Sommer 1894 wurde der alte Mühlenkomplex abgerissen und unter Oberlandbaumeister Adolph Prahst neu errichtet, was zu einer der größten Mühlenanlagen Mecklenburgs führte. Das Unternehmen und der Pächter Carl Propp (1834–1895) erzielte großen wirtschaftlichen Erfolg. 
Bereits 1880 ließ Propp ein Anwesen in der (Wilhelmstraße) bauen. Da das bestehende Haus für die wachsende Familie zu klein geworden war, erwarb der Mühlenpächter um 1894 ein Grundstück hinter dem Wolker Tor auf der Mühleninsel, um mehr Platz zu schaffen; zudem kam die Nähe zur Kunstmühle hinzu.
Nach dessen Tod übernahmen seine Witwe Maria Propp (1840–1922) und sein Sohn August (1876–1941) die Leitung. Im Jahr 1896 präsentierte der Oberlandbaumeister Prahst den Erben die von ihm entworfenen Pläne für eine großbürgerliche Villa. Für die Umsetzung des Bauprojekts wurde der Berliner Architekt J. Moll beauftragt.
Über einen Zeitraum von 115 Jahren befand sich das Anwesen im Besitz der Familie Propp und ihrer Nachkommen. Im Jahr 2011 wurde das Gebäude von privaten Investoren unter Berücksichtigung des Denkmalschutzes saniert.